# Хазин, Александр Абрамович
Александр Абрамович Ха́зин (29 апреля [12 мая] 1912, Бердичев, Киевская губерния, Российская империя — 20 ноября 1976, Ленинград, РСФСР, СССР) — русский советский писатель, поэт, сценарист и драматург, сатирик, журналист, военный корреспондент, инженер-проектировщик.

## Биография
Родился 29 апреля (12 мая 1912 года) в Бердичеве (ныне Житомирская область, Украина), отец был бухгалтером, мать — врачом. Вскоре семья переехала в Харьков. В 1927 году окончил школу-семилетку в Харькове, в 1931 году — электротехнический техникум. Работал на Харьковском электромеханическом заводе (1931—1933), посещал там литературный кружок.
Литературой занимался с начала 1930-х годов; в 1931 году начал публиковать свои стихи. Член Всеукраинского союза пролетарских писателей (1933), СП СССР с 1934 года.
В 1933 году поступил в Электротехнический институт в Харькове, окончив его в 1939. Распределён в Ленинград, где работал инженером-проектировщиком. В 1940 году вернулся в Харьков, чтобы заниматься только литературным трудом.
В годы Великой Отечественной войны был корреспондентом фронтовой газеты «Знамя Родины» и дивизионной газеты «Большевистский натиск» вместе с Александром Световым, с которым впоследствии писал юмористические сценки для артистов эстрады. Член ВКП(б) с 1942 года. В конце 1942 года уволен в запас по болезни. До конца войны жил в Алма-Ате, работал в проектно-монтажном управлении.
В 1945 году вернулся в Харьков, печатался в газетах, писал для эстрады. В 1949 году в связи с женитьбой переехал в Ленинград.
В сатирической поэме «Возвращение Онегина» (фрагменты были опубликованы в журнале «Ленинград» (1946, № 10) в разделе «Литературные пародии») запечатлен послевоенный ленинградский быт:

В трамвай садится наш Евгений.
О, бедный милый человек!
Не знал таких передвижений
Его непросвещённый век.
Судьба Евгения хранила,
Ему лишь ногу отдавило,
И только раз, толкнув в живот,
Ему сказали: «Идиот!»
Он, вспомнив древние порядки,
Решил дуэлью кончить спор,
Полез в карман… Но кто-то спёр
Уже давно его перчатки,
За неименьем таковых
Смолчал Онегин и притих.
Идет широкими шагами
Онегин дальше. Вот вдали
Легко вздымаясь над волнами
Идут к причалу корабли.
И тридцать витязей прекрасных
Чредой из вод выходят ясных
И с ними (новый вариант)
Выходит старший лейтенант.
Уже цветут деревья скверов,
Шум у Гостинного двора,
Спешит и мчится детвора
В Дворец советских пионеров
И, как взлетевший вверх амур,
Висит под крышей штукатур.
Евгений слышит голос нежный,
Когда-то волновавший кровь,
Быть может, вдруг в душе мятежной
Былая вспыхнула любовь.
Друзья, мне радостно и больно,
Мое перо дрожит невольно,
Онегин видит в вышине
Свою Татьяну на окне.
С утра в домашней спецодежде
Она ведро и кисть берет
И красит стены, и поет:
«Пускай погибну я, но прежде
Я дом свой выкрасить должна,
Привычка свыше нам дана».

Эта поэма исполнялась по радио А. И. Райкиным, предполагавшим сделать на её основе целый спектакль. Она трижды публиковалась (в сборниках «Русская литература XX века в зеркале пародии» (М, Высш. школа, 1993), «Судьба Онегина» (М.: Ассоциация Экост, 2001 и «Рижский библиофил» (Рига: Библиофил & Коллекционер, 2003), но сегодня найти полный текст достаточно сложно. Упоминание «некого Хазина» и его «порочного пасквиля» в партийном постановлении 1946 «О журналах „Звезда“ и „Ленинград“» и докладе А. А. Жданова сам писатель позднее уподобил асфальтовому катку, который расплющил его жизнь. После постановления он больше не печатался, но писал для эстрады под псевдонимом А. Балашов. К концу 1950-х гг. возобновилось сотрудничество с А. И. Райкиным и его театром. В 1958—1967 годах заведующий литературной частью Ленинградского театра миниатюр. Монологи, сценки, интермедии Хазина вошли в спектакли «Человек-невидимка» (1955), «Времена года» (1956), «Белые ночи» (1957). Автор целого спектакля «Волшебники живут рядом» (1964).
Хазин писал для многих артистов: прозаические и поэтические монологи для Г. Т. Орлова («Цель жизни», «С любовью не шутят», «Честное слово»), для М. В. Мироновой и А. С. Менакера (сценка «Ангел»), для Ю. Т. Тимошенко и Е. И. Березина. Обладал тонким юмором, никогда не гнался за количеством «смехов». Как только позволили обстоятельства, организовал вместе с И. М. Меттером при Ленинградском Доме писателей театрализованный альманах «Давайте не будем», каждый выпуск которого становился событием в городе. В 1970-х годах Хазин работал над сатирическим романом «И. О.», поэмой «Акулина», повестями и рассказами, опубликованными после его смерти.
Умер 20 ноября 1976 года. Похоронен на Комаровском кладбище.
Супруга — актриса ленинградского Театра комедии, Т. В. Сезеневская, наибольшую популярность которой принесла роль Марьяны, одной из дочерей мачехи в фильме «Золушка».

## Сочинения
- «Текущие дела» (1958)
- «Волшебники живут рядом» (1967)
- «Артём» (1970)
- Рассказы, фельетоны, пьесы (1974)
- «Чудаки из Грин-Тауна» (1982)[6]
- «Возвращение Онегина»/ Москва с точки зрения (1991; 2001)[7]

## Театральные постановки

### Ленинградский театр миниатюр
- 1955 — «Человек-невидимка»
- 1956 — «Времена года»
- 1957 — «Белые ночи»
- 1964 — «Волшебники живут рядом»

## Фильмография
- 1959 — Невские мелодии (фильм)[8]; Повесть о молодоженах[9]
- 1963 — Каин XVIII (фильм) (автор текста песен)

## Награды
- орден Красной Звезды (11.7.1942)
- медали